# 二又一成
二又 一成（ふたまた いっせい、1955年〈昭和30年〉3月15日 - ）は、日本の男性声優、ナレーター。青森県三沢市出身。東京俳優生活協同組合所属。本名・旧芸名は同表記で「ふたまた かずなり」。

## 略歴

### 生い立ち
高校時代まではオートバイレーサー志望で、高校2年生の時には、モトクロスのレースに2回出場したこともあった。レースの腕前は1回目の時は途中まで優勝できそうであったが、タンクにゴミが入っていたようで、エンコしてしまった。4万円で知り合いから買ったバイクで、1万円しか払っていなかったことから、「こんなバイクいらないよ」と返してしまった。バイク通学は許可制で、三沢市から十和田市までで距離があったことから学校でのオートバイの規制はうるさかった。ヘルメット着用も義務づけられており、ヘルメットをかぶらずに教師に免許を取り上げられたこともあったという。
一方、学生時代は全然芝居に興味はなく、姉がアマチュア劇団に所属していたが、二又は「バカなことやってるんじゃないよ」と文句を言ったぐらいであった。
青森県立十和田工業高校卒業後、オートバイが好きだったことから資金を貯めてナナハンを買うために上京し、給料のいい東京都のミシン屋に就職。そのバイクを月賦で3ヶ月で買えたため、「目的を達成した」として約1年間勤務の後に退職。役者の世界へ入るきっかけは、その頃ラジオ番組ばかり聴いており、「DJになりたいな」と思ったのがきっかけである。ある時、係長に「係長が僕の年齢だったら、この会社にいますか?」と聞いたところ、「いや、俺がお前の歳だったら辞める」と言われ、前述の通り退職したという。DJの専門学校に通った後、声優デビュー。その時は、「DJをやってみよう」という安直な考えで東京アナウンスアカデミーに入学した。通常は1年間で卒業であったが、二又は2年ぐらいいたという。

### キャリア
在学中に、音響ディレクターたちがやっていたグループボイスに入って、初めて舞台『カチカチ山』に出演。洋画のアテレコは東京アナウンスアカデミー時代に『怒りの戦場』で出演。最初に出演していたアニメ作品は特撮・アニメ番組『恐竜大戦争アイゼンボーグ』で、純粋なアニメ作品では『未来少年コナン』となる。その頃には、「これで食うんだ」のような気持ちがあったという。
東京アナウンスアカデミーに入ってから考えが変わってきて、DJよりも役者の方が面白くなり、プロダクション河に所属して、声の仕事をするようになったという。その後、文箴座、アーツビジョン、オフィス・ワットに所属していた。

## 人物
中学時代は剣道部と応援団、高校時代は弓道部に所属していた。
2013年に、自身の29歳年下で同じく声優の桐山智花と結婚、2014年7月3日には第一子となる女児が誕生。

### 特色
声域はハイバリトン。
多くのテレビ番組のナレーション、外画アテレコ、アニメに参加している。
青年らしい情熱のある役、二枚目から三枚目まであらゆる役を幅広く演じ分けている声優界のバイプレイヤー。

### 趣味・嗜好
免許・資格は普通自動車、中型自動二輪車免許。1984年時点ではホンダ・VTR250に乗っていたが、東京都だとあまり乗る気がなく、オフロードの方が好きだという。会社に就職していた頃は1年で1万キロぐらいは乗っていたが、1984年時点では4千キロぐらいであった。お酒を飲んでしまうことから、仕事にはバイクに乗って行かなかった。死ぬのが恐くなり、コーナーで突っ込めなくなってしまったという。
趣味はゴルフ、野球。映画は声優の業界に入ってから好きになったという。

## 出演
太字はメインキャラクター。

### テレビアニメ
1978年
- 家なき子
- 大雪山の勇者 牙王（C）
- ドカベン（1978年 - 1979年、東堀、犬塚、岩崎アナウンサー、川又、川谷）
- はいからさんが通る（小林二等兵、将校）
- 未来少年コナン（男A）
- 恐竜大戦争アイゼンボーグ（指揮官、記者B、浜本幸一）

1979年
- 機動戦士ガンダム（1979年 - 1980年、ギャル、ジュダック、マーシー、コノリ、アントニオ、シン、ウラガン 他）
- ザ☆ウルトラマン（1979年 - 1980年、隊員、コンピューター、ウルトラ兵士 他）
- 未来ロボ ダルタニアス（街の男A）
- ドラえもん（テレビ朝日版第1期）（1979年 - 2005年、タダシ、キョーボー、五郎くん、スネ吉〈2代目〉、エド、小池さん）

1980年
- おじゃまんが山田くん（梅川、石原野球部長）
- トム・ソーヤーの冒険（男、インディアン、酋長、テッド、町の男）
- 釣りキチ三平（係員）
- 伝説巨神イデオン（1980年 - 1981年、パイロット、ドッバ、士官、兵士）
- ニルスのふしぎな旅（1980年 - 1981年、白鳥 他）
- ほえろブンブン
- 無敵ロボ トライダーG7（福田、教員A）

1981年
- 愛の学校クオレ物語（ピート、モッツォーニ、水夫長）
- うる星やつら（1981年 - 1986年、チビ〈2代目〉、クチナシ、イルカ、パパ 他）
- 怪物くん（スケルトン、疫病神 他）
- 銀河旋風ブライガー（ルシオ）
- 黄金戦士ゴールドライタン（ゴールドライタン）
- 戦国魔神ゴーショーグン（黒メガネの男、ニーバ、アナウンサー、デビット）
- 太陽の牙ダグラム（アーロン）
- 太陽の使者 鉄人28号（イサム 他）
- ダッシュ勝平（天王山高校キャプテン、横浜南高校キャプテン、大木、菅野、多聞天、のりかず 他）
- 忍者ハットリくん（小池先生）
- まいっちんぐマチコ先生（ナベ）
- 名犬ジョリィ（ウェイター、兵士、運転手 他）
- 六神合体ゴッドマーズ（ガンマ 他）
- ワンワン三銃士（門衛）

1982年
- おはよう!スパンク
- おちゃめ神物語コロコロポロン（兵士）
- 逆転イッパツマン（千波、社員、中野営業部員、クルー、横山出張員、小西営業部員）
- 銀河烈風バクシンガー（アントン・パラス）
- ゲームセンターあらし（エイリアンB、天中先生、ガイコツ男、ゲーム猿、地獄鳥 他）
- さすがの猿飛（錦小路はるか、コンピューター）
- 戦闘メカ ザブングル（1982年 - 1983年、キッド・ホーラ、ガルロ）
- ときめきトゥナイト（半魚人、医者A、アナウンサー）
- The・かぼちゃワイン（1982年 - 1983年、男B、チョロ松）
- 魔法のプリンセス ミンキーモモ（1982年 - 1983年、ノッポ、ベルモント、ギャングB、車掌、リチャード 他）
- 南の虹のルーシー（アダム）
- 妖怪人間ベム・パート2（パイロット版）（オープニングナレーター）

1983年
- 伊賀野カバ丸（岡）
- 銀河疾風サスライガー（暗殺隊リーダー、医者、ソルト）
- キン肉マン（1983年 - 1986年、キン骨マン、キング・トーン、スカイマン、ベンキーマン、ステカセキング、スニゲーター、シルバーマン、キャプテン、ラム男爵、ブルドッキー）
- スペースコブラ
- 装甲騎兵ボトムズ（1983年 - 1984年、グラン・シュミッテル、ラペ、ゲリラB、参謀B、バトリング戦士B 他）
- 特装機兵ドルバック（ジャクソン、若い男）
- ふしぎの国のアリス（ジョーカー、オニユリ、帽子屋）
- パーマン（助手、おじさん、子分、店員、犬、男B）
- プラレス3四郎（男、助手）
- 魔法の天使クリィミーマミ（1983年 - 1984年、守衛、特技監督、カメラマン、男 他）
- 未来警察ウラシマン（スティンガーシャーク）

1984年
- OKAWARI-BOY スターザンS（セノビ族、悪者(1)、ポリス、係員）
- オヨネコぶーにゃん（ネコ、おじいさん、悪魔、消防士 他）
- 機甲界ガリアン（1984年 - 1985年、村人A、兵士A、守備隊長、司令官、守備隊長、市民軍首脳）
- キン肉マン 決戦!! 7人の超人VS宇宙野武士（キン骨マン）
- 重戦機エルガイム（タック）
- 超時空騎団サザンクロス（ルーイ・デュカス）
- ふしぎなコアラブリンキー（郵便屋、ポー、ライオネル 他）
- よろしくメカドック（松木千明）
- らんぽう（ワッペン）

1985年
- 蒼き流星SPTレイズナー（スミス、軍幹部A）
- サザエさん（1985年 - 、三郎、乾物屋の店長、神戸一美、ジミー〈初代〉 他）
- 昭和アホ草紙あかぬけ一番!（1985年 - 1986年、白バイ警官、チンピラA、教師A、マスター、ゾンビ、部員A、男、バンク 他）
- 星銃士ビスマルク
- タッチ（白井、先生）
- 超獣機神ダンクーガ（ヘルマット将軍）
- ハイスクール!奇面組（1985年 - 1987年、出瀬潔）
- プロゴルファー猿（1985年 - 1987年、タイタン、支配人、男(3)）
- 魔法の妖精ペルシャ（車掌）

1986年
- 愛少女ポリアンナ物語（ハリー）
- ゲゲゲの鬼太郎（第3作）（1986年 - 1987年、カラス天狗C、村人B）
- ドラゴンボール（ウサギ団員）
- 忍者戦士飛影（オペレーター）
- Bugってハニー
- 北斗の拳（兵隊）
- マシンロボ クロノスの大逆襲（ギルダー、スチームロボ、バトルジャイラー）
- めぞん一刻（1986年 - 1988年、五代裕作）

1987年
- 赤い光弾ジリオン 激闘編（バルガリ中尉）
- おらぁグズラだど（リメイク版）（次回予告ナレーション）
- 機甲戦記ドラグナー（店主）
- げらげらブース物語
- シティーハンター（米沢）
- のらくろクン（桃太郎）
- マシンロボ ぶっちぎりバトルハッカーズ（マッハブラスター、スジ）

1988年
- ウルトラB（ピエロ、トサカザル）
- F-エフ（根本）
- 陽あたり良好!（剣道部先生）
- 美味しんぼ（1988年 - 1989年、花川勇作、王小竜）
- 聖闘士星矢（イオ）
- それいけ!アンパンマン（1988年 - 2023年、ウータン〈初代〉、じょんがらくん、かんぴょう三兄弟 長男〈2代目〉、ちゅうかどんまん〈2代目〉、ゆきおに〈2代目〉、バームクーヘンさん〈2代目〉、わたあめじいさん〈2代目〉、きんぴら和尚〈2代目〉、こてつじいさん〈2・3代目〉、ポッカリ島の村長〈3代目〉、アルミはくしゃく〈2代目〉、しぶがきじいさん〈3代目〉、ウーロンさん〈2代目〉、きりふき仙人〈3代目〉）
- 超音戦士ボーグマン（ウィーリッグ、フェロモン）
- 鉄拳チンミ（ギンハツ）
- ビックリマン（手下B）
- 名門!第三野球部（斉藤輪大）
- 燃える!お兄さん（江ノ島）
- 鎧伝サムライトルーパー（1988年 - 1989年、毒魔将ナアザ）

1989年
- 悪魔くん（歯痛殿下）
- がきデカ（栃の嵐）
- 機動警察パトレイバー（進士幹泰）
- 昆虫物語 みなしごハッチ（キリギリス）
- ジャングルブック・少年モーグリ（1989年 - 1990年、タバキ）
- ピーターパンの冒険（ロバート）
- ビリ犬なんでも商会（大池先生）
- 笑ゥせぇるすまん（1989年 - 1993年、サラリーマン、筧一八 他）

1990年
- 江戸っ子ボーイ がってん太助（信長）
- からくり剣豪伝ムサシロード（ゴエモンド〈初代〉）
- コボちゃん（1990年 - 1998年、田畑耕二） - 1シリーズ + 特別編4作品
- 三丁目の夕日（鬼熊警官 他）
- たいむとらぶるトンデケマン!（カポネ）
- チンプイ（トーリー）
- PEACH COMMAND 新桃太郎伝説（氷室チーフ）
- 平成天才バカボン（ヤーさん、イヌイス、支配人、大学生 他）
- 魔法のエンジェルスイートミント（ユニコーン）
- 勇者エクスカイザー（1990年 - 1991年、コウモリ）
- RPG伝説ヘポイ（ビリビリマン、アリバカ）
- ロビンフッドの大冒険（ジョン公）

1991年
- おれは直角（月形）
- おぼっちゃまくん（おなら強盗）
- 少年アシベ（魚屋、僧侶）
- 絶対無敵ライジンオー（酔っぱらい、チンピラ、ガンターン）
- らんま1/2 熱闘編（五寸釘光）

1992年
- おやゆび姫物語（ネズミ）
- キテレツ大百科（西川）
- クッキングパパ（酒本廉喜）
- 元気爆発ガンバルガー（1992年 - 1993年、トンガッター、ヤドリール、シャキゴーラ、マリオネロン、デカメラー、スイトッター）
- スペースオズの冒険（秘書）
- ヤダモン（1992年 - 1993年、エディ）

1993年
- しましまとらのしまじろう（1993年 - 1994年、船長、バクの子供）
- 楽しいウイロータウン（フォック）
- 勇者特急マイトガイン（トーキチロー）
- 幽☆遊☆白書（1993年 - 1994年、蛭江、裏浦島、海藤）

1994年
- 機動武闘伝Gガンダム（シジーマ）
- とっても!ラッキーマン（かまきり星人、借金トリマン、バードマン〈2代目〉）
- 七つの海のティコ（ニコロ）
- 勇者警察ジェイデッカー（バラック星人）

1995年
- 怪盗セイント・テール（海堂）
- 十二戦支 爆烈エトレンジャー（ゲットン）
- ストリートファイターII V（ドヌー）
- NINKU -忍空-（シラタ、虎児、政二）

1996年
- 家なき子レミ（ジジ）
- エルフを狩るモノたち（師範代）
- スレイヤーズNEXT（カンヅェル）
- 忍たま乱太郎（1996年 - 2003年、タコ、行商人、次郎丸、きつね顔の盗賊、旅商人）
- B'T-X（ジャグラー）
- 名探偵コナン（1996年 - 2024年、安西守男、古田啓介、波佐見淳、蝶野晴男、軽部福春、久間卓哉、染地康克、野嶋亮司、結田香蔵）
- YAT安心!宇宙旅行（ベイツ）
- 勇者指令ダグオン（ボンバー星人）

1997年
- 金田一少年の事件簿（1997年 - 2007年、羽沢星次、仙田猿彦〈赤沼三郎〉、柊兼春、木根淳也、岩野渉、丸山良樹、赤門秀明、有頭大介、海谷政夫 他） - 1シリーズ + 特別編
- ゲゲゲの鬼太郎（第4作）（画家）

1998年
- EAT-MAN'98（アックス）
- ドクタースランプ（ハシモトくん）
- TRIGUN（悪党のリーダー）
- 南海奇皇（神崎ディレクター）
- 熱沙の覇王ガンダーラ（シドニー・アームズ）
- ふしぎなメルモ（リニューアル版）（手塚先生、オスの魚、テレビアナウンサー、二郎の父）
- ポポロクロイス物語（ミーシャ）
- MASTERキートン（ウェップ）

1999年
- GREGORY HORROR SHOW（武者ドクロ）
- 週刊ストーリーランド（1999年 - 2000年）
  - 老婆シリーズ「ほんとうのゴミ箱」（山田末吉）
  - 「大金の誘惑」（森田ヤスオ）

- 神八剣伝（ギンジ）
- モンスターファーム〜円盤石の秘密〜（エディ）

2000年
- 幻想魔伝 最遊記（タマ）
- はじめの一歩（2000年 - 2009年、八戸拳闘会々長） - 2シリーズ
- 陽だまりの樹（橋本左内）
- モンスターファーム〜伝説への道〜（カラコルム兄）

2001年
- サイボーグ009 THE CYBORG SOLDIER（0010）
- デジモンテイマーズ（シンドゥーラモン）
- PROJECT ARMS（フェイス）

2002年
- 犬夜叉（鉄鼠）
- おジャ魔女どれみドッカ〜ン!（あやの父）
- GetBackers-奪還屋-（犯人）
- 天使な小生意気（ピーター）
- ロックマンエグゼ（2002年 - 2003年、ヒートマン） - 2シリーズ

2003年
- 明日のナージャ（ヘルマン）
- クロノクルセイド（刑事〈悪魔〉）
- 金色のガッシュベル!!（2003年 - 2004年、イギリス紳士、ローベルト・ヴァイル）
- THE ビッグオー second season（アラン・ゲイブリエル）
- 獣兵衛忍風帖 龍宝玉篇（白蝋）
- 凧になったお母さん（河童）
- ONE PIECE（バイアン、ガバナー）

2004年
- ふたりはプリキュア（イルクーボ）
- 忘却の旋律（担任）
- MEZZO -メゾ-（悪堂）

2005年
- ああっ女神さまっ（2005年 - 2006年、大滝先輩） - 2シリーズ
- ガン×ソード（ザコタ）
- ギャラリーフェイク（ハリー・ドナルドソン、ジム）
- SPEED GRAPHER（日高）
- MONSTER（ノヴァック、超人シュタイナー）
- 雪の女王（よっぱらい）

2006年
- コードギアス 反逆のルルーシュ（2006年 - 2008年、卜部巧雪） - 2シリーズ
- こてんこてんこ（マジマジ）
- 地獄少女（村井高志）
- 史上最強の弟子ケンイチ（馬剣星）
- 新星輝デュエル・マスターズ フラッシュ（ホーク）
- 蒼天の拳（イタチの陳）
- 闘牌伝説アカギ 〜闇に舞い降りた天才〜（仰木武司）
- ドラえもん（テレビ朝日版第2期）（2006年 - 2018年、ベソ、店主、チューケンパー、RO-BO）
- ブラック・ジャック21（ヨハンの父）
- プリンセス・プリンセス（裕史郎の父）

2007年
- 獣神演武 -HERO TALES-（史明）
- 素敵探偵ラビリンス（警備員）
- DEATH NOTE（火口卿介）

2008年
- キャシャーン Sins（ダイ）
- メイプルストーリー（カーン）

2009年
- 銀魂（御子柴）
- 空中ブランコ（ホームレス詩人）
- クレヨンしんちゃん（エレキラー）
- 蒼天航路（副官）
- ねぎぼうずのあさたろう（しょうがなしの助）

2010年
- 君に届け（タイショー）
- スティッチ! 〜ずっと最高のトモダチ〜（教授）
- 世紀末オカルト学院（科学者）
- 伝説の勇者の伝説（スターネル・ネルフィ）
- リングにかけろ1 影道編（幽鬼）

2011年
- 逆境無頼カイジ 破戒録篇（坂崎孝太郎）
- HUNTER×HUNTER（第2作）（2011年 - 2014年、ナレーター、アナウンス、プーハット、ペギー、ルーペ＝ハイランド、ガイド、ロッククライマー）

2012年
- おしりかじり虫（ファットン母）
- 氷菓（中竹）
- BTOOOM!（夏目総一）

2013年
- ガイストクラッシャー（灰野灰二郎、ブラッディー・オーガ）
- 聖闘士星矢Ω（エウロパ）
- 幕末義人伝 浪漫（次郎吉）
- まおゆう魔王勇者（使者）

2014年
- 暴れん坊力士!!松太郎（島田先生、ナレーション、場内アナウンスの声）
- 寄生獣 セイの格率（倉森志郎）
- それでも世界は美しい（元老・ケイツビー）
- 団地ともお（ナレーション）

2015年
- ルパン三世 PART IV（アルドルフォ）

2016年
- 怪盗ジョーカー（スナイパー幻魔）

2017年
- セントールの悩み（長老）
- 異世界はスマートフォンとともに。（2017年 - 2023年、黒曜） - 2シリーズ

2018年
- タイムボカン 逆襲の三悪人（平賀源内）
- グラゼニ（田辺） - 2シリーズ
- 鬼灯の冷徹（焙烙斎）
- ルパン三世 PART5（ジョゼ）
- 奴隷区 The Animation（キャバクラ店員）
- バキ（2018年 - 2020年、柳龍光） - 2シリーズ

2019年
- パズドラ（2019年 - 2020年、明石寅吉）
- 消滅都市（ゼンシロウ）
- BEM（犬笛の男）

2021年
- 鬼滅の刃 無限列車編

2022年
- 闇芝居
- KJファイル（海堂勇一郎事務局長）
- BORUTO-ボルト- NARUTO NEXT GENERATIONS（オハギ）
- うる星やつら (2022)（2022年 - 2024年、カラス天狗長老、カカシの吾作） - 2シリーズ

2023年
- 異世界ワンターンキル姉さん 〜姉同伴の異世界生活はじめました〜（村長）
- ブルバスター（鹿内信也）

2024年
- 薬屋のひとりごと（羅漢 父）
- アサティール2 未来の昔ばなし（ターラバ）
- 夏目友人帳 漆（祖父）

2025年
- Sランクモンスターの《ベヒーモス》だけど、猫と間違われてエルフ娘の騎士として暮らしてます（ガイゼル）

### 劇場アニメ
1981年
- 機動戦士ガンダム（ジェイキュー）
- 機動戦士ガンダムII 哀・戦士編（クランプ）
- ドラえもん のび太の宇宙開拓史（中学生B）

1982年
- 怪物くん デーモンの剣（隊員(1)）
- 機動戦士ガンダムIII めぐりあい宇宙編（兵A）
- ドラえもん のび太の大魔境（兵士）

1983年
- うる星やつら オンリー・ユー（チビ）
- クラッシャージョウ（ドンゴ）
- ゴルゴ13
- ザブングル グラフィティ（ホーラ）
- チョロQダグラム
- 忍者ハットリくん ニンニンふるさと大作戦の巻（先生）

1984年
- うる星やつら2 ビューティフル・ドリーマー（チビ）
- キン肉マン 奪われたチャンピオンベルト（キン骨マン）
- キン肉マン 大暴れ!正義超人（キン骨マン）
- 忍者ハットリくん+パーマン 超能力ウォーズ（先生）
- 名探偵ホームズ（スマイリー）

1985年
- うる星やつら3 リメンバー・マイ・ラブ（チビ）
- キン肉マン 正義超人vs古代超人（キン骨マン）
- キン肉マン 逆襲!宇宙かくれ超人（キン骨マン）
- キン肉マン 晴れ姿!正義超人（キン骨マン）
- 忍者ハットリくん+パーマン 忍者怪獣ジッポウVSミラクル卵（先生）

1986年
- うる星やつら4 ラム・ザ・フォーエバー（チビ）
- キン肉マン ニューヨーク危機一髪!（キン骨マン）
- キン肉マン 正義超人vs戦士超人（キン骨マン）
- ハイスクール!奇面組（出瀬潔）
- プロゴルファー猿 スーパーGOLFワールドへの挑戦!!（タイタン）

1987年
- バリバリ伝説（ヒロ / 沖田比呂）

1988年
- AKIRA
- うる星やつら 完結篇（チビ）
- 銀河英雄伝説 わが征くは星の大海（フレーゲル男爵）
- めぞん一刻 完結篇（五代裕作）

1989年
- 機動警察パトレイバー the Movie（進士幹泰）
- ギャラガ HYPER-PSYCHIC-GEO GARAGA（ラーの長老）
- ドラえもん のび太の日本誕生（ウタベ）
- ハローキティのシンデレラ（使者）
- ファイブスター物語（トローラ）

1990年
- ぽこぽんのゆかいな西遊記（八戒）

1991年
- うる星やつら いつだってマイ・ダーリン（チビ）
- 武者・騎士・コマンド SDガンダム緊急出撃（No.3）

1992年
- らんま1/2 決戦桃幻郷! 花嫁を奪りもどせ!!（酉簾譚）

1993年
- かいけつゾロリ（コーモリガサ、海賊の子分）
- 機動警察パトレイバー 2 the Movie（進士幹泰）
- 銀河英雄伝説 新たなる戦いの序曲（フレーゲル男爵）
- ドラミちゃん ハロー恐竜キッズ!!（ジュラノシン）

1996年
- ドラミ&ドラえもんズ ロボット学校七不思議!?（エド）
- ブラック・ジャック 劇場版（TVアナウンサー）
- 魔法陣グルグル 劇場版（ビストン）

1999年
- 金田一少年の事件簿2 殺戮のディープブルー（大城刑事）

2000年
- ああっ女神さまっ（大滝先輩）

2002年
- WXIII 機動警察パトレイバー（進士幹泰）

2006年
- 新SOS大東京探検隊（尾崎昇平）

2009年
- きかんしゃ やえもん（カー助）

2011年
- 手塚治虫のブッダ -赤い砂漠よ!美しく-
- とある飛空士への追憶（ヘルマン）

2012年
- 映画ドラえもん のび太と奇跡の島 〜アニマル アドベンチャー〜（スネイク）
- バカリズム THE MOVIE（升野の父親）※アニメーションパートの出演

2013年
- 劇場版 HUNTER×HUNTER -The LAST MISSION-（ガルシア）
- 劇場版 HUNTER×HUNTER 緋色の幻影（長老）
- SHORT PEACE 『武器よさらば』（マール）

2015年
- 屍者の帝国（ナレーション）
- UFO学園の秘密（ウンモ星人）

2017年
- コードギアス 反逆のルルーシュ I・II（2017年 - 2018年、卜部巧雪） - 2作品

2022年
- ONE PIECE FILM RED（ビルディング・スネイク）

2024年
- 映画おしりたんてい さらば愛しき相棒（おしり）よ（トリカ・メットー）
- それいけ!アンパンマン ばいきんまんとえほんのルルン（ムックリ）
- 劇場版すとぷり はじまりの物語〜Strawberry School Festival!!!〜（校長）

### OVA
年数不明
- キン肉マン 世紀の大決戦 アイドル超人VS悪魔超人（ステカセキング）

1984年
- 魔法の天使クリィミーマミ 永遠のワンスモア（男子社員）

1985年
- うる星やつら 了子の9月のお茶会（チビ）
- 軽井沢シンドローム（地竜）
- GREED（ガイ）
- 魔法のプリンセス ミンキーモモ 夢の中の輪舞（スルメッチNo.2）
- 夢次元ハンターファンドラ（老神官）
- 装甲騎兵ボトムズ ザ・ラストレッドショルダー（グラン）

1986年
- アイ・シティ（リャン）
- うる星やつら アイム THE 終ちゃん（チビ）
- 機甲界ガリアン 鉄の紋章（武将C）
- 機甲界ガリアン 天空の章（守備隊長）
- キン肉マンの交通安全（キン骨マン）
- 超獣機神ダンクーガ 失われた者たちへの鎮魂歌（ヘルマット将軍）
- バイオレンスジャック ハーレムボンバー（レイザー）
- メガゾーン23 PART II 秘密く・だ・さ・い（ジェイス）

1987年
- うる星やつら 夢の仕掛人 因幡くん登場! ラムの未来はどうなるっちゃ!?
- エルフ・17（アナウンサー）
- 傷追い人（1987年 - 1988年、キッド、ティーチャー）
- 禁断の黙示録 クリスタル・トライアングル（幻峰）
- ダーティペア（ロケット人間）
- ボディジャック 楽しい幽体離脱（阿佐谷高雄）
- 新くりいむレモンシリーズ e・tude 〜雪の鼓動〜（隆）
- バリバリ伝説（ヒロ）
- 魔境外伝レディウス（ランダー）

1988年
- 1ポンドの福音（岩田）
- 学園便利屋シリーズ アンティーク・ハート（豊田）
- 機動警察パトレイバーアーリーデイズ（進士幹泰）
- 新くりいむレモンシリーズ e・tudeII 〜早春コンチェルト〜（隆）
- めぞん一刻 四季 移りゆく季節の中で（五代裕作）
- レイナ剣狼伝説（グル）

1989年
- 紅い牙 ブルー・ソネット（伊那、アナウンサー）
- アッセンブル・インサート（部下弐）
- うる星やつら ハートをつかめ（チビ）
- エースをねらえ!ファイナルステージ（羽野）
- かいけつゾロリ（かいけつゾロリ）
- がきデカ（栃の嵐）
- ガデュリン（ドラン）
- 強殖装甲ガイバー（アプトム）
- 銀河英雄伝説（フレーゲル男爵）
- クラッシャージョウ 最終兵器アッシュ（ドンゴ）
- クラッシャージョウ 氷結監獄の罠（ドンゴ）
- ゴクウII（磯崎）
- 独身アパートどくだみ荘（ヨシオ）
- ドッグソルジャー DOG SOLDIER:SHADOWS OF THE PAST（部下）
- Hi-SPEED JECY（クロス・ビルマーク）
- 爆走サーキット・ロマン TWIN（トメ）
- ぶっちぎり3 BAD BOYS BOOGIE（桂木）

1990年
- ウルトラマングラフィティ おいでよ!ウルトラの国（ゼットン、ガンダー、ゾフィー、ギャンゴ、ウルトラマンキング）
- 機動警察パトレイバー（進士幹泰）
- 藤子・F・不二雄SF短編シアター ニューイヤー星調査行（ロッシュ博士）
- ふくやま劇場 なつのひみつ
- 本気!（桃次）
- 毎日が日曜日（穴目）
- 魔動王グランゾート 最後のマジカル大戦（ゼラガー）
- 魔物ハンター妖子5 光陰覇王の乱（刻魔）
- フリテンくん（メガネ）

1991年
- アリス 〜モンキーパンチの世界〜（大政）
- 1月にはChristmas（坊屋）
- 江口寿史の寿五郎ショウ（ホラッチョ力石、船員）
- おカマ白書「運命の変身」編（田中康之）
- おカマ白書2「真夏のハプニング」編（田中康之）
- おざなりダンジョン 風の塔（ギンガー）
- 俺の空 刑事篇（安田一平）
- 機動戦士SDガンダム パパルの暁 第103話スギナムの花嫁（ガッシャ）
- 雲にのる（錦閻）
- ここはグリーン・ウッド（男B）
- バブルガムクライシス（ミリアム・吉田）
- 魔宮戦場2（ダグラス・ローズ）
- めぞん一刻 番外編 一刻島ナンパ始末記（五代裕作）
- 魍魎戦記MADARA（暴将狼呀）

1992年
- 永遠のフィレーナ（バトラー）
- グリーンレジェンド乱（ラズロ）
- 続なにわ遊侠伝（金州富士夫）
- ダウンロード 南無阿弥陀仏は愛の詩（ピンキー）
- なんぼのもんじゃい!ヤンキー愚連隊（神雷大介）

1993年
- ああっ女神さまっ（大滝先輩）
- エイトマンAFTER（トニー）
- キャシャーン（アクボーン）
- ポチャッコのにんじん畑は大騷ぎ（モグモグ）
- ポチャッコのわくわくバースデー（モグモグ）
- 紅狼

1994年
- 湘南純愛組!（鬼塚英吉）
- ダーティペア FLASH（カーメン）
- 同級生 夏の終わりに（坂上一哉）
- らんま1/2 学園に吹く嵐! アダルトチェンジひな子先生（五寸釘光）

1995年
- 未来超獣FOBIA（佐藤・レプリノイド）

1996年
- いつかのメイン 雷少年・天太参上!（神）
- 紺碧の艦隊（補佐官、中岡新太郎）
- TWIN SIGNAL（音井正信）
- 特攻服凶走曲（今井完太）
- Ninja者（マツザカ）

1997年
- B'T X NEO（ジャグラー）

2004年
- 低俗霊DAYDREAM（古賀）

2008年
- 聖闘士星矢 冥王ハーデスエリシオン編（ヒュプノス）

2010年
- らんま1/2 悪夢!春眠香（五寸釘光）

2012年
- 史上最強の弟子ケンイチ（2012年 - 2014年、馬剣星）※単行本第49巻 - 56巻特装版付属DVD

2019年
- 銀河英雄伝説 Die Neue These 星乱（アーサー・リンチ）

### Webアニメ
- 無限の住人-IMMORTAL-（2020年、英子彦）
- 君に届け 3RD SEASON（2024年、風早の父）

### ゲーム
時期不明
- 三国志大戦シリーズ（R郭嘉、天啓孫堅、UC公孫瓚、軍師賈詡 他）

1991年
- エフェラ アンド ジリオラ ジ・エンブレム フロム ダークネス（ゼラーナの歌い手、声）

1992年
- ドラゴンハーフ（ロザリオ）※PCエンジン
- らんま1/2 爆烈乱闘篇（五寸釘光）

1993年
- 機動警察パトレイバー 〜グリフォン篇（進士幹泰）
- 藤子不二雄Aの笑ゥせぇるすまん（オカマC）

1994年
- アルナムの牙 獣族十二神徒伝説（バッソ、トウバン）
- スターブレイカー（ロザンドル）
- THE TV SHOW（ノッポダンサー）

1995年
- ガンナーズヘヴン（バロウズ）
- 空想科学世界ガリバーボーイ（ホース）
- ソリッドフォース（ショウ・マサキ）

1996年
- エーベルージュ（主人公の父）
- 機動戦士ガンダム ver.2.0（オルテガ、作業員、兵士A）
- 究極の倉庫番（のっぽフランクル、Dr.ギース）
- 金田一少年の事件簿 悲報島 新たなる惨劇（いつき陽介、遠藤信、竹内灯妙）
- 虚空漂流ニルゲンツ（ヴィルドー・リピッシュ）
- 進め!対戦ぱずるだま（大月先生、シェイシェイ）
- スタートリング・オデッセイII 魔竜戦争（ベルン）
- ストリートファイターEX（スカロマニア）
- ロックマン8 メタルヒーローズ（アストロマン、グレネードマン）

1997年
- アルナムの翼 焼塵の空の彼方へ（バッソ、トウバン）
- Cat the Ripper 13人目の探偵士（主人公）
- スーパーロボット大戦F（オルテガ、ダー）
- ストリートファイターEX plus（スカロマニア）
- 同級生麻雀（坂上一哉、間太郎）
- B線上のアリス（ヘルパーT）
- めぞん一刻（Windows 95版）（五代裕作）
- リンダキューブアゲイン（ヒューム・バーニング）
- ロックマンX4（ウェブ・スパイダス、サイバー・クジャッカー）

1998年
- AZITO2（ウズマキング1号）
- SDガンダム GGENERATION（1998年 - 2006年、オルテガ〈第1作 - F〉、クラーツ・シェルビィ〈F〉） - 4作品
- 機動戦士ガンダム ギレンの野望（クランプ、オルテガ、連邦兵士）
- クロックタワーゴーストヘッド（礎等）
- スーパーロボット大戦F完結編（オルテガ、ダー、ドッパ・ブフ）
- ストリートファイターEX2（スカロマニア）
- ゼウス カルネージハートセカンド（モンド・テサワ）
- ファーランドサーガ 時の道標（ジャン、ゴロツキB、チンピラB）
- ファイティングアイズ（MCビート）
- 炎の料理人クッキングファイター好（ウイキョウ）
- ポポローグ（ミーシャ）
- リンダキューブ完全版（ヒューム・バーニング）

1999年
- シェンムー 一章横須賀（チャイ）
- スーパーロボット大戦コンプリートボックス（オルテガ）
- ストリートファイターEX2 PLUS（スカロマニア）
- 封神領域エルツヴァーユ（ラインドウェル・レインリクス）
- 爆走デコトラ伝説2 男人生夢一路（三郎）

2000年
- エターナルアルカディア（デ・ロッコ）
- 機動戦士ガンダム ギレンの野望 ジオンの系譜（クランプ、オルテガ、アポリー・ベイ）
- サンライズ英雄譚R（オルテガ）
- スーパーロボット大戦α（オルテガ、ダー、強化兵）
- ストリートファイターEX3（スカロマニア）

2001年
- サンライズ英雄譚2（毒魔将ナアザ）
- SIMPLEキャラクター2000シリーズ Vol.5 ハイスクール!奇面組 THE テーブルホッケー（出瀬潔）
- ジオニックフロント 機動戦士ガンダム0079（オルテガ）
- スーパーロボット大戦α for Dreamcast（オルテガ、ダー、強化兵）
- スーパーロボット大戦α外伝（キッド・ホーラ）
- ディジタル・ホームズ（ディック・マオ・リー）
- Phantom -PHANTOM OF INFERNO-（PS2・DVD-PG版）（アイザック・ワイズメル）

2002年
- アーマード・コア3（ファンファーレ）
- 機動戦士ガンダム ギレンの野望 ジオン独立戦争記（クランプ、オルテガ、アントニオ・カラス）

2003年
- SUNRISE WORLD WAR Fromサンライズ英雄譚（ホーラ、ナアザ）
- 機動戦士ガンダム めぐりあい宇宙（オルテガ）

2004年
- 機動戦士ガンダム ガンダムvs.Ζガンダム（オルテガ）
- 金色のガッシュベル!! 激闘!最強の魔物達（イギリス紳士、ヴァイル）
- スーパーロボット大戦GC（オルテガ、ヘルマット将軍）

2005年
- アーマード・コア ラストレイヴン（アライアンス・キサラギ派、トロット・S・スパー、Ω）
- ガンダムバトルタクティクス（オルテガ）
- 第3次スーパーロボット大戦α 終焉の銀河へ（ドッパ・ブフ、ヘルマット将軍）

2006年
- キン肉マン マッスルグランプリ（ベンキマン）
- キン肉マン マッスルグランプリMAX（ステカセキング、スニゲーター、ベンキマン、シルバーマン）
- 幻想水滸伝V（ディルバ・ノウム、バベッジ、ムラード）
- スーパーロボット大戦XO（オルテガ、ヘルマット将軍）

2007年
- あつまれ!ピニャータ 〜レッツ☆パーティー〜（ファーギー・ファッジホッグ）
- キン肉マン マッスルグランプリ2（ベンキマン、ステカセキング、スニゲーター）
- 史上最強の弟子ケンイチ 激闘! ラグナレク八拳豪（馬剣星）
- すもももももも〜地上最強のヨメ〜 継承しましょ!? 恋の花ムコ争奪戦!!（門不知和尚）

2008年
- 機動戦士ガンダム ギレンの野望 アクシズの脅威（クランプ、オルテガ、アントニオ・カラス、アポリー・ベイ、連邦兵士、軍需産業重役B）
- キン肉マン マッスルグランプリ2 特盛（ステカセキング、スニゲーター、ベンキマン）
- コードギアス 反逆のルルーシュ LOST COLORS（卜部巧雪）
- スーパーロボット大戦A PORTABLE（オルテガ）
- スーパーロボット大戦Z（キッド・ホーラ、アラン・ゲイブリエル）
- タツノコ VS. CAPCOM CROSS GENERATION OF HEROES（ゴールドライタン〈シルバーライタン〉）
- プロゴルファー猿（タイタン）

2009年
- 機動戦士ガンダム ギレンの野望 アクシズの脅威V（クランプ、オルテガ、アントニオ・カラス、アポリー・ベイ、連邦兵士、軍需産業重役B）

2010年
- クレヨンしんちゃん おバカ大忍伝 すすめ!カスカベ忍者隊!
- TATSUNOKO VS. CAPCOM ULTIMATE ALL-STARS（ゴールドライタン〈シルバーライタン〉）

2011年
- 機動戦士ガンダム 新ギレンの野望（クランプ、オルテガ、アントニオ・カラス、アポリー・ベイ）

2012年
- デビルサマナー ソウルハッカーズ（門倉、スケロク）

2013年
- ガイストクラッシャー（灰野灰二郎）
- スーパーロボット大戦Operation Extend（オルテガ、進士幹泰）
- 聖闘士星矢 ブレイブ・ソルジャーズ / ソルジャーズ・ソウル（2013年 - 2015年、イオ、ヒュプノス） - 2作品

2018年
- ファイティングEXレイヤー（スカロマニア）

2019年
- 金色のガッシュベル!! Golden Memories（ローベルト・ヴァイル）

2020年
- バイオハザード レジスタンス（オズウェル・E・スペンサー）
- ドラゴンクエストX オンライン（ブロッゲンの杖）

2022年
- コードギアス 反逆のルルーシュ ロストストーリーズ（2022年 - 2023年、卜部巧雪）
- ドラゴンクエストX 目覚めし五つの種族 オフライン（ブロッゲンの杖）

### ドラマCD
- ああっ女神さまっ（大滝先輩）
- NHKむしまるQ『ライオンのドンファン』（石原慎一・二又一成）
- オリジナル声優パフォーマンスシリーズ『shy』
- 俺と上司の恋の話（古谷誠一郎[69]）
- 金田一少年の事件簿 悪魔組曲殺人事件（マイケル・ヘンリー）
- 銀の雪 降る降る（斉藤）
- キン肉マン 超人大全集
  - 『マル秘カセット大変身〜ステカセキングのテーマ〜』（ステカセキング）
  - 『キン骨エレジー』
- キン肉マンのザ・ヒット・パレード 超人の歌ベスト20（キン骨マン）
- 幻想魔伝 最遊記 第十巻（清一色）
- CDドラマコレクションズ 三國志（郭嘉奉孝）
- 十兵衛紅変化（服部高広）
- 少年ガンガン コミックCDコレクション(9)ハーメルンのバイオリン弾き VOL.3（ギータ）
- 少年ガンガン コミックCDコレクション 突撃!パッパラ隊シリーズ（宮本隊員）
- ストリートファイターEX ドラマCD（スカロマニア）
- ストリートファイターEX2 ドラマCD（スカロマニア）
- ストリートファイターZERO 外伝（ケン、男1、組織の男2、組織の男8）
- 聖痕のジョカ（リカオン）
- 声優刑事 Vol.1（ボス）
- 中国ラブアタック（李劉）
- TWIN SIGNAL（音井正信）
- ファイアーウーマン纏組（犬童直行）
- 炎の蜃気楼 3 最愛のあなたへ（下間頼廉）
- マスターモスキートンVOL.3（張〈チャン〉）
- 魔界学園II 激闘編（間、蒼城四美人）
- 魔界学園III 完結編（蒼城四美人、烈鬼E）
- ヤダモン サウンド・コレクション『なんてったってヤダモン』（二又一成〈エディ〉・鈴木麻巳〈マリア〉・岩坪理江〈ジャン〉）
  - Vol.1「ちびっ子魔女がやってきた」
  - Vol.3「ティラクル・ラミカル・レルラミルー」
- 鎧伝サムライトルーパー BEST FRIENDS
- 鎧伝サムライトルーパー MESSAGE ドラマCD 月（毒魔将那唖挫）
- アニメイトカセットコレクション 鎧伝サムライトルーパー 鬼哭-永遠の戦い-（毒魔将那唖挫）
- ラジオマガジン VOL.3（DJ・二又一成&島本須美）
- ろくでなしBLUES（山下勝嗣）

### 吹き替え

#### 担当俳優
ジャンカルロ・エスポジート
- ゴッドファーザー・オブ・ハーレム（アダム・クレイトン・パウエル）
- ハーレーダビッドソン&マルボロマン（ジミー・ジャイルズ）※VHS版
- マンダロリアン（モフ・ギデオン）

スティーヴ・ブシェミ
- コン・エアー（ガーランド・グリーン）※ソフト版
- ハードロック・ハイジャック（レックス）
- ビッグ・リボウスキ（セオドア・ドナルド・“ドニー”・カラボッソス）※BD・新盤DVD版

#### 映画
- 悪魔の性・全裸美女惨殺の謎（ハリー〈ロマノ・マラスピナ〉）
- 悪魔の墓場（バーナード）
- アメリカン・グラフィティ ※フジテレビ版
- アメリカン・ヒストリーX（ラモント）
- アラン・ドロン/私刑警察（リュッツ〈サヴィエ・ドリュック〉）
- 暗黒街の人気モノ/マシンガン・ジョニー（ベンダー〈レイ・ウォルストン〉）
- イグジステンズ（イェフケニー・ノリッシュ）
- インビンシブル（教授〈バリー・オットー〉、トージョー・サカムラ）
- ヴァイラス（カール・ホプキンス）
- ウェルカム・トゥ・サラエボ（ジェイコ〈ドラゼン・シヴァク〉）
- ウォール・オブ・アッティカ/史上最大の刑務所暴動（マイケル・スミス〈カイル・マクラクラン〉）
- ウォリアーズ（カウボーイ）
- エアポート'77/バミューダからの脱出 ※日本テレビ版
- エイセス/大空の誓い（ティーヴィー〈フィル・ルイス〉）※フジテレビ版
- エイリアン4（ブリース〈ドミニク・ピノン〉）※ソフト版
- おかしな関係（ハーヴィ・ブランク〈マーク・アーノット〉）
- お葬式だよ全員集合!（ハラハン神父）
- オン・ザ・ラン/非情の罠（ジョニー〈ボウイ・ラム〉）
- 合衆国最後の日（ウィラード軍曹〈デヴィッド・バクスト〉）
- カトマンズの男 ※テレビ東京版
- カラーズ 天使の消えた街（ホワイティ〈コートニー・ゲインズ〉、署内アナウンス、J・C、男4）
- カリートの道（ラリーン〈ヴィゴ・モーテンセン〉）
- ガンマン無頼（賞金稼ぎ）※テレビ東京版
- きみがぼくを見つけた日（ケンドリック博士〈スティーヴン・トボロウスキー〉）
- キョンシークエスト1 妖怪一家の大冒険（リュウハ）
- キリング・ゾーイ（エリック〈ジャン＝ユーグ・アングラード〉）
- クライマー（ベックマン）
- クラス・オブ・1999（ヘクター）※ソフト版
- グリース（ドゥーディ）※テレビ朝日版
- クロウ/飛翔伝説（ティンティン〈ローレンス・メイソン〉）※テレビ東京版
- 黒馬物語 ブラック・ビューティー（ジョージ卿〈エイドリアン・ロス・マジェンティ〉）
- クロコダイル・ダンディー（ポン引き）※テレビ朝日版
- ゲーム・チェンジ 大統領選を駆け抜けた女（リック・デーヴィス〈ピーター・マクニコル〉）
- ゲット・アウト（ディーン・アーミテージ〈ブラッドリー・ウィットフォード〉）
- 検事Mr.ハー/俺が法律だ（刑事〈ユン・ケイ〉）
- Go!Go!L.A.（モス〈ヴィンセント・ギャロ〉）
- ゴーストバスターズ2（ヤノシュ・ポーハ博士〈ピーター・マクニコル〉）※フジテレビ版
- ゴールド・ディガーズ/伝説の秘宝を追え!（マット・ホリンジャー）
- 告発の行方（ボブ〈スティーヴ・アンティン〉）※フジテレビ版
- ゴッド・ギャンブラー 完結編（シューラッパ〈レオン・カーフェイ〉）※VHS版
- 五福星（チンケ〈リチャード・ン〉）
- 殺しのドレス（地下鉄のチンピラ）※テレビ朝日版
- 殺し屋ハリー/華麗なる挑戦
- 再来!キョンシーズ（チンタオ〈タイ・ポー〉）
- サスペクト（グレッグ・パイク）
- シー・オブ・ラブ（トミー）※テレビ朝日版
- シーバース/人喰い生物の島（クレシミール）
- シェナンドー河（ネイサン・アンダーソン）※テレビ東京版
- 始皇帝暗殺（燕太子丹〈スン・チョウ〉）
- 地獄の黙示録（タイロン・“クリーン”・ミラー〈ローレンス・フィッシュバーン〉）※テレビ東京版
- シティーハンター（ロッキー〈シン・ラップマン〉）
- ジャイアント・ベビー/ミクロキッズ2（ウェイン・サリンスキー〈リック・モラニス〉）※ソフト版
- ジャッキー・チェンの醒拳（ケロ〈ハン・クォーツァイ〉[70]）※劇場公開版
- ジャングル・ブック（ジョン・ウィルキンス中尉〈ジェイソン・フレミング〉）※VHS版
- 上海ブルース（ドレミの友人）
- シュガー・ヒル（リッキー〈スティーヴ・ハリス〉、オリヴァー・トンプソン〈サム・ボトムズ〉）
- 新・13日の金曜日（ヴィニー、警官）
- 13日の金曜日 PART8：ジェイソンN.Y.へ（ジュリアス）※ソフト版
- ジョーズ・アパートメント
- ショート・サーキット（フランク〈ブライアン・マクナマラ〉）
- 処刑教室（ドラッグストア）
- 処刑ライダー（スカンク）※TBS版
- 知らなすぎた男（ユーリ、オットー〈デクスター・フレッチャー〉）
- スーパー・マグナム（ギグラー）※テレビ朝日版
- スター・ウォーズ エピソード6/ジェダイの帰還（EV-9D9）※日本テレビ版
- ステラ（ジム・アップテグローヴ〈ベン・スティラー〉）※ソフト版
- ストリート・オブ・ファイヤー（ロードマスターズ）※フジテレビ版
- 西部に来た花嫁（ビル・ピンカス）
- セイント（イリヤ・トレティアック〈ヴァレリー・ニコラエフ〉）※テレビ朝日版
- ソウル（チェ主任捜査官）
- ターミネーター（パンクA〈ブライアン・トンプソン〉、ラジオ番組のパーソナリティ、駐車場にいるモーテル客）※テレビ朝日版、（マット・ブキャナン）※VHS版
- ダイアナ（パトリック・ジェフソン〈チャールズ・エドワーズ〉[71]）
- タップス（ラスティ〈ラスティ・ジェイコブス〉）
- 旅するジーンズと16歳の夏（アル〈ブラッドリー・ウィットフォード〉）
- 007/消されたライセンス（トゥルーマン＝ロッジ〈アンソニー・スターク〉）※JAL機内上映版
- D.N.A./ドクター・モローの島（アザゼロ〈テムエラ・モリソン〉）※テレビ朝日版
- デルタフォース3（ピエトロ）※テレビ東京版
- トゥルー・ロマンス（ディック・リッチー〈マイケル・ラパポート〉）※日本テレビ版
- トレスパス（レイモンド）
- ナイト&デイ（フィッツジェラルド〈ピーター・サースガード〉）
- ニキータ（マルコ〈ジャン＝ユーグ・アングラード〉、コヨーテ）※ソフト版
- ニュー・シネマ・パラダイス（若年期のボッチャ）※フジテレビ版
- ニュー・ワールド（ウィングフィールド〈デヴィッド・シューリス〉）
- バート・レイノルズ/ブレイキング・イン（マイク・レフェブ〈ケイシー・シーマツコ〉）
- バーニーズ あぶない!?ウィークエンド（リチャード・パーカー〈ジョナサン・シルヴァーマン〉）
- ハイスクール・ドリーム（スクリーミング・スティーヴ）
- ハイランダー 悪魔の戦士
- ハイランダー/最終戦士（ジン・ケー〈ドニー・イェン〉）
- 裸の銃を持つ男（ノードバーグ〈O・J・シンプソン〉）※ソフト版
- バタリアン（スパイダー〈ミゲル・A・ヌネス・ジュニア〉）
- バック・ビート（スチュアート・サトクリフ〈スティーヴン・ドーフ〉）
- バック・トゥ・ザ・フューチャーシリーズ（スキンヘッド）※テレビ朝日版
  - バック・トゥ・ザ・フューチャー
  - バック・トゥ・ザ・フューチャー PART2
- パニック・イン・スタジアム（売り子〈ロバート・ギンティ〉）※日本テレビ版
- バブル・ボーイ（フリッパー・ボーイ〈ジェフリー・エアンド〉）
- バラキ ※テレビ東京版
- ハワーズ・エンド（ポール・ウィルコックス）
- ハワード・ザ・ダック/暗黒魔王の陰謀（カーター、ジンジャー・モス、ジミー）※フジテレビ版
- ビッグ・ウェンズデー
- ヒロイック・デュオ 英雄捜査線（アウ・ヨンハイ〈フランシス・ン〉）
- プールサイド・デイズ
- ファイナル・オプション（マック〈マーク・ライアン〉）※テレビ朝日版
- ブッシュ（カール・ローヴ〈トビー・ジョーンズ〉）
- プライベート・ライアン（ティモシー・E・アパム伍長〈ジェレミー・デイビス〉）※ソフト版
- プラトーン（クロフォード）※テレビ朝日版
- フランケンシュタイン（ヘンリー〈トム・ハルス〉）※ソフト版
- フルスピード 悪魔のフル・チューン（ミューラー）※テレビ東京版
- ペイド・バック（デビッド・ペレツ〈キアラン・ハインズ〉）
- ベスト・キッド2（ダニエル〈ラルフ・マッチオ〉）※フジテレビ版
- ヘルナイト（ピーター）
- ボーイズ'ン・ザ・フッド（ドゥーキー）
- ボールズ・ボールズ
- 僕たちは天使じゃない!（ファイ〈レイモンド・ウォン〉）
- ボクの彼女は地球人（ジーボ〈デイモン・ウェイアンズ〉）
- 北北西に進路を取れ（ベルボーイ）※日本テレビ版
- 慕情 ※日本テレビ旧録版
- ポストモーテム 〜検死台〜（ウォーレス）
- ボディガード（サイ・スペクター）※テレビ朝日版
- ポリスアカデミー6 バトルロイヤル（ラーヴェル・ジョーンズ〈マイケル・ウィンスロー〉）※TBS版
- 香港発活劇エクスプレス 大福星（オフダ〈ラウ・カーウィン〉）
- マイティ・ジョー（ピンディ〈ナヴィーン・アンドリュース〉）※テレビ朝日版
- マイ・ボディガード（クーンツ）
- M★A★S★H マッシュ（ブーン〈バッド・コート〉）※LD版
- マトリックス リローデッド（ゴースト〈アンソニー・ウォン〉）※劇場公開版
- マトリックス レボリューションズ（ゴースト〈アンソニー・ウォン〉）※劇場公開版
- ミクロキッズ3（ウェイン・サリンスキー〈リック・モラニス〉）
- ミスター・ココナッツ（ウォン〈レイモンド・ウォン〉）
- ミッドナイト・ラン（ペリー）※テレビ朝日版
- ミュータント・ニンジャ・タートルズ2（ラファエロ）※ソフト版、（リクルーター、男 他）※劇場公開版
- ミュータント・ニンジャ・タートルズ3（ケイシー・ジョーンズ / ホイット〈イライアス・コティーズ〉）
- メタル・ブルー（ダグ・マスターズ〈ジェイソン・ゲドリック〉）
- メンフィス・ベル（クレイ〈ハリー・コニック・ジュニア〉）※WOWOW版
- 野獣教師（ホアン・ラーカス〈マーク・アンソニー〉）※フジテレビ版
- ヤングガン（J・マクロスキー）
- ユン・ピョウ in ドラ息子カンフー（アケイ〈ウェイ・ペイ〉）※フジテレビ版
- ライラ/フレンチKISSをあなたと（レイ〈クリスチャン・クレメンソン〉）
- ラスト・キョンシー（吸血鬼の兄〈クォン・スンヤン〉）
- ラストUボート（マシュケ〈シルヴェスター・グロート〉）
- ラビリンス/魔王の迷宮（火狼）※フジテレビ版
- リコシェ（キム）※VHS版
- リジー・マグワイア・ムービー（サム・マグワイア〈ロバート・キャラダイン〉）
- リベンジ・マッチ（ジム・ランプリー）
- ロサンゼルス（ストンパー）※テレビ朝日版
- ロジャー・ラビット（スマート・アス、スチューピッド）
- ロング・ライダーズ（ジョン・ヤンガー）
- ワーキング・ガール（ターケル〈ジェームズ・ラリー〉）※ソフト版
- ワールド・ウォーZ
- ワイルド・スピード（ラスタの男〈デヴィッド・ダグラス〉） ※テレビ朝日版

#### ドラマ
- アガサ・クリスティー ミス・マープル 書斎の死体（レイモンド・スター〈アダム・ガルシア〉）
- 宇宙船レッド・ドワーフ号（おく病者〈リー・コーンズ〉）
- X-ファイル シーズン2 #9「地底」（ジェイソン・ルドウィグ〈リーランド・オーサー〉）
- 俺がハマーだ!
  - シーズン1 #11（メル・ジョーダン）
  - シーズン2 #15（ロケット）
- がんばれ!ベアーズ シーズン2 #8（ラジオの声、空港のアナウンス）
- クリミナル・マインド FBI行動分析課シリーズ
  - シーズン2 #7（ピーター・チェンバース〈ジェイミー・マクシェーン〉）
  - シーズン6 #22（マーカス・タルボット〈タイム・ウィンタース〉）
- コールドケース6 #16（ダレン・マロイ〈ジェフ・フェイヒー〉）
- CSI:マイアミ8（タルボット州検事〈デニス・オヘア〉）
- 新・刑事コロンボシリーズ
  - 華麗なる罠（デヴィッド・シャーウィン、警察官）
  - 死者のギャンブル（ヴィンス巡査）
  - 4時2分の銃声（コリアー、AD、警察官）
- ツイン・ピークス（ボビー・ブリッグス〈ダナ・アシュブルック〉）
  - ツイン・ピークス The Return
- 特捜刑事マイアミ・バイス
  - シーズン1 #5（ジンボ）、#17（エリオ・エスカバー）
  - シーズン2 #5（ネロ）、#6（シルバの手下）、#14（フィリップ・サゴー〈ロテール・ブリュトー〉）
  - シーズン3 #18（マグレガー）
  - シーズン4 #3（ノックス）
- ドクタークイン 大西部の女医物語 シーズン1 #8（カルヴィン・ハーディング〈ジャレッド・ラシュトン〉）
- 特攻野郎Aチーム
  - シーズン2 #11（クレーン大尉〈カール・フランクリン〉）
  - シーズン3 #18（センベット）
- ナイトライダー シーズン4 #6
- NY市警緊急出動部隊 トゥルー・ブルー（フランキー・アヴィラ巡査）
- フロム・ジ・アース/人類、月に立つ #7（ディック・ゴードン〈トム・ヴェリカ〉）
- ホワイトカラー（アンドレ・ドレーゼ〈ジェリコ・イヴァネク〉）
- 香港カンフー・ドラゴン少林寺（サイヨウ〈トン・ワイ〉）
- ミディアム6 霊能者アリソン・デュボア（ニール・クレイブリッチ〈フィッシャー・スティーヴンス〉）
- メンタリスト シーズン7 #6 #9（ビル・ピーターソン〈ディラン・ベイカー〉）
- リジー&Lizzie（サム・マグワイア〈ロバート・キャラダイン〉）

#### アニメ
- ウォーリーをさがせ!（村の歌手）
- キャプテン・プラネット（ポントス）
- ケチャップ（ベルーチ、キッパー、漁師ネコ、サーファー 他）
- シュガー・ラッシュ（サージ・プロテクター[72]）
  - シュガー・ラッシュ:オンライン[73]（サージ・プロテクター）
- スター・ウォーズ ドロイドの大冒険（ギャフ）※VHS版
- スパイダーマン（サンファイア） ※東和ビデオ版
- タイニー・トゥーンズ（ローデリック・ラット）
- ダックテイルズ（フェントン・クラックシェル / ロボダック）
- ダックにおまかせ ダークウィング・ダック（ロボダック）
- 小さな森の精 あいあむ!スマーフ（グラウチー）
- チップとデールの大作戦（シュガー・レイ、ハイラム、王様） ※新吹き替え版
- ドラゴン水滸伝（ブルース・リー法師）
- 長くつ下のピッピ（1997年版）（セッターグレン氏）
- ビーバー・パパのお話（キツネ）
- ファインディング・ニモ（チャム〈声：ブルース・スペンス〉）
- ターザン（サミュエル・T・フィランダー）
- ロビン・フット（セクストン・マウス）※劇場公開版

### 特撮
1978年
- 恐竜戦隊コセイドン（タイム戦士コセイダーの声）

1979年
- ウルトラ6兄弟VS怪獣軍団（白猿ハヌマーンの声）

1989年
- 仮面ライダーBLACK RX（怪魔ロボット・メタヘビーの声）

1990年
- 特警ウインスペクター（デミタスの声）

1996年
- ウルトラマンティガ（ナレーター、第3話のコンピューターの声）
- 激走戦隊カーレンジャー（KKエスの声）

1997年
- ウルトラマンティガ（第49話のウルトラマンの声）

2002年
- ウルトラセブン誕生35周年“EVOLUTION”5部作（円盤竜の声）

2004年
- 特捜戦隊デカレンジャー（ポルポ教官の声）

2005年
- ウルトラマンネクサス（第26話のアナウンサーの声）

2006年
- 超星艦隊セイザーX（ガレイドの声）

2008年
- 炎神戦隊ゴーオンジャー（スピーカーバンキの声）

2009年
- 侍戦隊シンケンジャー（ズボシメシの声）

2012年
- 非公認戦隊アキバレンジャー（代々木スジボケハシリグモの声）

2014年
- 烈車戦隊トッキュウジャー（ピンスポシャドーの声）

2015年
- 手裏剣戦隊ニンニンジャー（上級妖怪コナキジジイの声）

### ラジオドラマ
- 青春アドベンチャー オルガニスト（メルクリン）
- FMシアター きつねのチャランケ（くさかべかさく）
- VOMIC 銀河パトロール ジャコ（大盛）

### ナレーション
- Live News イット!（フジテレビ）
- 高知県立歴史民俗資料館「長宗我部元親本陣シアター」（香宗我部親泰）
- 高橋名人の面白ランド（1986年 - 1987年、テレビ東京）
- GAMEST VIDEO ストリートファイターEX（1997年）
- 追跡!AtoZ（NHK総合）
- 妄想会計（テレビ朝日）
- 不毛地帯（2009年 - 2010年、フジテレビ）
- NEWS23X（2010年 - 2013年、TBS）
- プレミアムカフェ ハイビジョン特集「グレース・ケリーの素顔を探して」（2009年、NHK-BSプレミアム）
- 特命報道記者X～ニュースが伝えきれなかった真相2009（2009年、フジテレビ）
- 特命報道記者X2010 ニュースが伝えきれなかった真相（2010年、フジテレビ）
- ウルトラゾーン（2011年、tvk 他）
- ゲイジツ野郎～アートが学べるかもなTV～（2012年、フジテレビ）
- NNNドキュメント（日本テレビ）
  - 「除染の島へ 故郷を追われた27年」（2012年8月12日）
  - 「日本の空は今も占領下? オスプレイと低空飛行訓練」（2012年11月25日）
  - 「自衛隊の闇 不正を暴いた現役自衛官」（2014年2月23日）
  - 「安全過疎 取り残された危険な踏切」（2014年5月25日）
  - 「凍りの海 揺れる調査捕鯨」（2014年7月27日）
  - 「迷走する轍～貸切バス業界の闇～」（2016年12月4日）
  - 「消えないサイレン～糸魚川大火 トラウマと再起～」（2018年4月1日）
  - 「防衛大学校の闇 連鎖した暴力…なぜ」（2019年4月21日）
  - 「でくのぼう～戦争とPTSD～」（2023年8月13日）
- 土曜プレミアム 報道スクープSP（フジテレビ）
  - 激動!世紀の大事件（2014年3月21日）
  - 激動!世紀の大事件2（2014年12月13日）
  - 激動!世紀の大事件「オウム真理教と闘った家族の全記録～地下鉄サリン事件20年～」（2015年3月20日）
  - 激動!世紀の大事件3（2015年12月12日）
  - 激動!世紀の大事件4（2016年12月17日）
  - 衝撃スクープSP「30年目の真実 ～東京・埼玉連続幼女誘拐殺…」（2017年10月7日）
  - SP激動!世紀の大事件5（2017年12月27日）
  - 激動!世紀の大事件6 ～平成衝撃事件簿の真相～（2019年1月26日）
  - 激動!世紀の大事件7（2020年1月18日）
- 超ムーの世界（2014年、エンタメ〜テレ）
- 金よう夜きらっと新潟「輝きを守り継いで 〜山古志 ニシキゴイとともに〜」（2014年、NHK新潟）
- 木曜スペシャル「探訪！京都巡礼団〜結界に守られし都の秘密〜」（2014年7月3日、BS日テレ）
  - 木曜スペシャル「探訪！京都巡礼団2〜朝廷 vs 武家 権力者が信じた秘密の力〜」（2014年12月4日）
- 地球あやうし!〜バカリズムの奇々怪界裁判〜（2015年、TBS）
- ダウンタウンなう（2016年、フジテレビ）
- 迷走する轍～インバウンドの熱狂と闇～（2016年、テレビ金沢）
- セキララ夫人会（2016年11月27日、テレビ朝日）
- 水戸黄門～里見浩太朗が迫る水戸光圀の素顔～（2017年3月12日、BS-TBS）
- 常識の仮面はがします～秘密潜入員エース～（2020年、NHK）
- あゝ人生に水戸黄門あり（2024年8月11日、BS-TBS）

#### CM
- タイトー ハレーウォーズCM（1989年）
- カゴメ CM「植物性乳酸菌ラブレ Light」
- マルハニチロ ラジオCM「マルッハ・ニッチーロ ゼリー」編（2024年）

### ボイオーバー
- アナザーストーリーズ 運命の分岐点（NHK-BSプレミアム）
- ザ・ベストハウス123（フジテレビ）
- ザ・プロファイラー 〜夢と野望の人生〜（NHK-BSプレミアム）

### テレビドラマ
- 太陽にほえろ!（NTV / 東宝）
  - 第311話「ある運命」（1978年）
  - 第350話「高校時代」（1979年）
  - 第424話「拳銃を追え!」（1980年） - 相原、チンピラ
- 東京犬ラブストーリー（2023年、フジテレビ） - 仙人〈凛〉

### 映画
- 孤狼の血（2018年） - ナレーター
- 孤狼の血 LEVEL2（2021年） - ナレーター

### テレビ番組
- ジョージ・ポットマンの平成史（2011年 - 2012年、テレビ東京） - ジョージ・ポットマンの吹き替え
- 日本全国徹底調査!好きなアニメランキング100（VTR出演）
- ど人生『地球を防衛する男』『ゆずらない女』（声（役名不明）、2008年、毎日放送）[74]
- 大胆MAP 顔を見てみたいアニメキャラクター30人全部見せちゃうよ! 春の撮れたて新作SP（2008年4月6日、テレビ朝日） - 『めぞん一刻』の五代裕作役として紹介された。

### 舞台
- 剣ヶ崎
- 最遊記朗読劇 〜Alive〜（2019年9月28日・29日、三郷市文化会館 大ホール） - 清一色 役

### シリーズ一覧
1. ↑  第1作（1997年 - 2000年）、テレビスペシャル（2007年11月19日）
2. ↑  第1期（2000年）、第2期『New Challenger』（2009年）
3. ↑  第1シリーズ（2002年 - 2003年）、第2シリーズ『AXESS』（2003年）
4. ↑  第1期（2005年）、第2期『それぞれの翼』（2006年）
5. ↑  第1期（2006年 - 2007年）、第2期『R2』（2008年）
6. ↑  第1期（2017年）、第2期『2』（2023年）
7. ↑  シーズン1（2018年）、シーズン2（2018年）
8. ↑  第1期（2022年 - 2023年）、第2期（2024年）
9. ↑  『GGENERATION』（1998年）、『F』（2000年）、『F.I.F』（2001年）、『PORTABLE』（2006年）

### 初出話一覧
1. ↑  第103話初出
2. ↑  第40話初出
3. ↑  第3話初出
4. ↑  第7話初出
5. ↑  第9話初出